# 波士顿科学
波士顿科技（英語：Boston Scientific）是一家美国医疗器械制造商。

## 历史
1979年6月成立于美国米德尔塞克斯县马尔伯勒市，1992年5月19日在纽约证券交易所成功上市，1997年进入中国，其大中华区公司总部位于上海。2013年9月在上海成立创新培训学院和创新中心。
- 2021 年 1 月，波士顿宣布将以高达 12 亿美元的价格收购Preventice Solutions, Inc.及其移动心脏健康解决方案组合。[6]
- 2021年 3 月，波士顿科技公司宣布将以 10 亿美元收购成立於1966年總部位於以色列耶路撒冷的外科和眼科微创临床设备開發商Lumenis Ltd（科醫人）[7]。
- 2021年 6 月，波士顿科技公司宣布将以 2.95 亿美元收购 Farapulse, Inc 73% 的股份。该交易补充了现有的电生理学产品组合。[6]
- 2021年 9 月，波士顿科技公司宣布将收购 Devoro Medical, Inc. 及其血凝块捕获技术。
- 2021年10月7日，波士顿科技公司 (NYSE:BSX) 已同意以 $1.75B 的预付款收购 Baylis Medical Company。该交易预计将在 2022 年第一季度完成。[6]